# Begriffsgeschichte des Wortes Kanon
Kanon ist ein Substantiv, das aus dem Altgriechischen über das Lateinische ins Deutsche entlehnt wurde und mehrere Bedeutungen hat, unter anderem:
- Sammlung der in einer Religion als essentiell und verbindlich angesehenen Schriften: ursprünglich bezogen auf den Kanon der biblischen Bücher, dann auch Buddhistischer Kanon usw.
- von diesem Vorbild abgeleitete alltagssprachliche Bedeutung: Kanon der Literatur, Bildungskanon bzw. Filmkanon;
- Kanon der Messe (Canon Missae);
- Vorschrift des kirchlichen (kanonischen) Rechts;
- Musikstück, bei dem die Stimmen nacheinander mit derselben Melodie einsetzen (Kanon).

Sie alle beziehen sich auf das gleiche altgriechische Wort κανών kanṓn zurück; es bedeutet „Rohrstab, gerade Stange, Richtschnur, Regel, Modell“ (Plural: κανόνες kanónes). Die Entlehnung ins Deutsche erfolgte zu verschiedenen Zeiten: im 9./10. Jahrhundert althochdeutsch canon „kirchliche Rechtsvorschrift“, im 15. Jahrhundert canon im Sinne von Messkanon.
Der folgende Artikel stellt die Begriffsgeschichte von kanṓn, lateinisch canon in der Antike und im christlichen Soziolekt seit der römischen Kaiserzeit im Besonderen dar.

## Etymologie

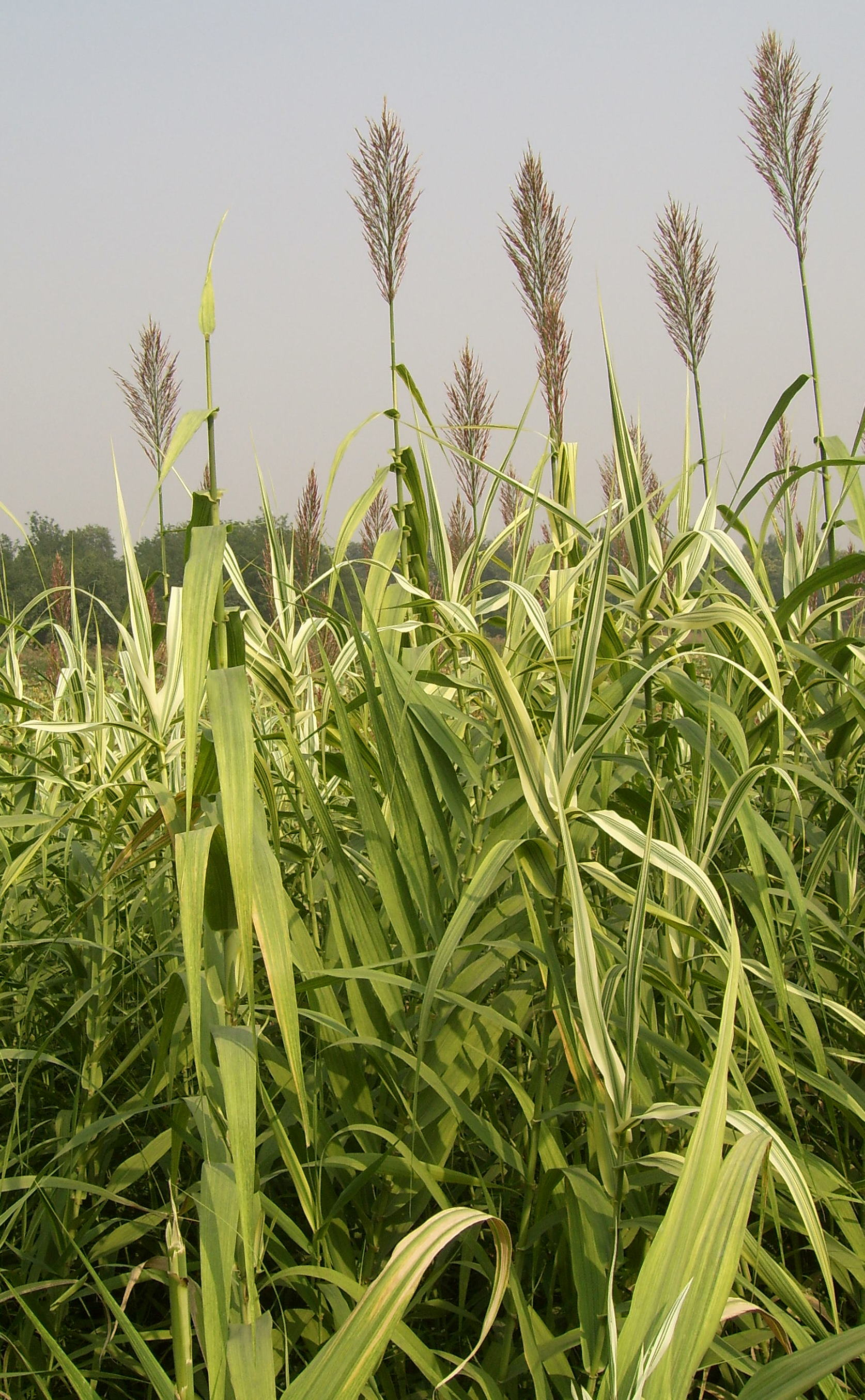
Schilfrohr (Arundo donax)

Das Substantiv kanṓn ist nach Hjalmar Frisk eine Ableitung von κάννα kánna „Rohr (Arundo donax), Rohrgeflecht, Rohrmatte“, das seinerseits ein Lehnwort aus dem Babylonisch-Assyrischen (qanū „Rohr“) ist.
Es handelt sich um ein semitisches Primärnomen, das auch im Ugaritischen, Phönizisch-Punischen, Aramäischen usw. mit jeweils ähnlicher Bedeutung vorkommt. Häufig findet sich neben der konkreten Bedeutung „Schilfrohr“ eine Verwendung im technischen Bereich. Beispielsweise im Tanach bedeutet hebräisch קָנֶה qānæh je nach Kontext Schilfrohr, Pfeilrohr, Würzrohr oder Halm, aber auch Messrute (Ez 40,3 ), Waagbalken (Jes 46,6 ) oder Schaft (der Menora).
Die Entlehnung ins Griechische erfolgte sehr früh. Im Mykenischen bezeichnete ko-no-ni-pi einen Teil eines Stuhls oder eines Trinkgefäßes. In der Ilias begegnet kanṓn mehrfach mit der Bedeutung „Rohrstab (zum Festhalten des Schildes)“.
Im klassischen Griechisch trat das Material (Schilfrohr) in den Hintergrund und die Eigenschaft der Geradheit in den Vordergrund: Unter den verschiedenen Werkzeugen, die als kanṓn bezeichnet wurden, ist das Richtscheit des Zimmermanns und Bauhandwerkers am wichtigsten; dabei handelt es sich um eine Art hölzernes Lineal, das bei der Bearbeitung von Holz und Stein verwendet wurde. Das Richtscheit des antiken Bauhandwerkers verband Maß und Geradheit und bereitete damit die übertragene Verwendung des Begriffs kanṓn vor.

## Antike allgemein
„Drei grundlegende semantische Cluster gingen aus dem Schilfrohr-Stamm kanon im Altgriechischen hervor: peinlich genaue, oft mathematische Exaktheit, Modelle oder Muster zur Nachahmung und Gesetze oder Dekrete.“

### Kanṓnund das Streben nach Exaktheit

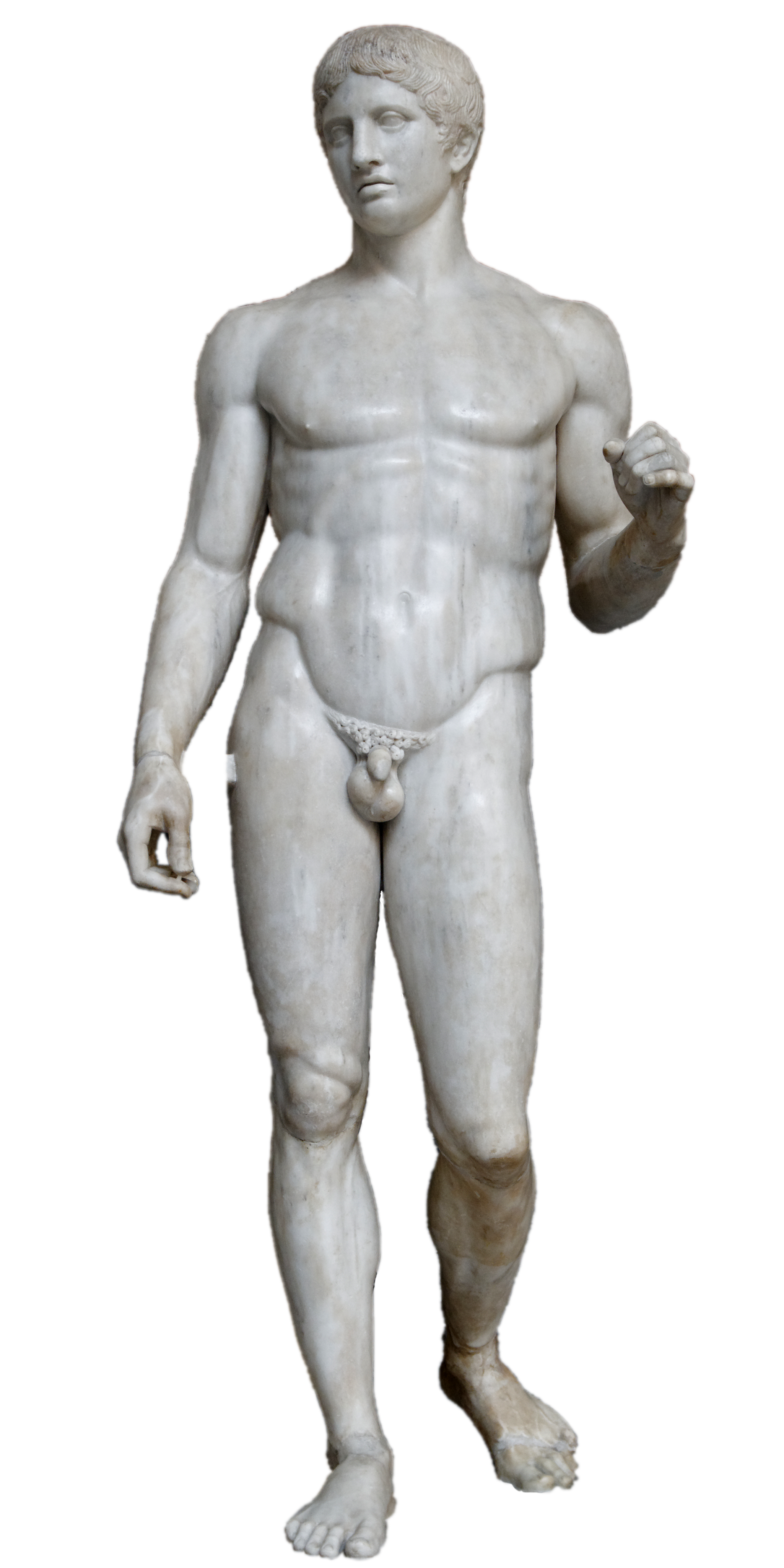
Doryphoros, römische Kopie aus Pompeji (Archäologisches Nationalmuseum Neapel)

Nach Herbert Oppel wurde der Begriff kanṓn im 5./4. Jahrhundert v. Chr. in verschiedenen Wissensgebieten für Innovationen gebraucht, mit denen man dem Ideal der Exaktheit (ἀκρίβεια akríbeia) nahekommen konnte:
- in der Kunsttheorie war der Kanon des Polyklet eine Proportionslehre; wahrscheinlich bezeichnete kanṓn auch eine Statue, die diese Proportionen modellhaft veranschaulichte (den Doryphoros);
- in der Musiktheorie war der κανὼν ἁρμονικός kanṑn harmonikós ein Instrument (Monochord) zur Messung der Intervalle; daher wurde die Musiktheorie der Pythagoreer als κανονική kanonikḗ bezeichnet.

### Kanṓnund die Nachahmung eines Vorbilds
Aristoteles verwendete den Begriff kanṓn in einer neuartigen und dann im Hellenismus und der Frühen Kaiserzeit vorherrschenden Weise für einen vorbildhaften Menschen. Der Verständige, der durch sein Verhalten selbst zum „Maßstab“ für andere wird, war ein beliebtes Thema der Popularethik.
Dionysios von Halikarnassos empfahl seinen Lesern, die Rhetorik und guten Stil lernen wollten, sich an Vorbildern (kanónes) zu schulen, und bezeichnete Lysias als kanṓn des reinen attischen Stils, modern formuliert: als „Klassiker“. Listen der besten Lyriker, Tragiker, Redner usw. wurden in hellenistischer Zeit gern zusammengestellt, doch wurde eine solche Liste von Klassikern in der Antike nicht als (literarischer) Kanon bezeichnet. Diesen Begriff prägte vielmehr David Ruhnken 1768 in Anlehnung an den Kanon der biblischen Bücher.

### Kanṓnund das Einhalten von Grenzen
Die dritte antike Bedeutung des Begriffs verbindet sich nach Oppel mit der Vorstellung, dass das sittlich Gute etwas Umgrenztes sei und der Mensch durch Beachtung eines kanṓn die Möglichkeit habe, an dieser Grenzlinie entlangzugehen, ohne sie zu übertreten. „In diesem Sinne als ‚Richtschnur der Gerechtigkeit‘ hat κανών Eingang in die Staatslehre und die Sozialethik gefunden.“ Hier schließen sich die in der Kaiserzeit gängigen Bedeutungen von kanṓn als grammatischer Regel und als (astronomischer, historischer usw.) Tabelle an. Beispielsweise wurden die „Handtafeln“ (πρόχειροι κανόνες prócheiroi kanónes) des Claudius Ptolemäus zum Standardwerk der antiken und mittelalterlichen Astronomie.

## Judentum

### Septuaginta
Kanṓn wird in der Septuaginta nie zur Übersetzung von hebräisch קָנֶה qānæh verwendet und kommt überhaupt nur dreimal vor: Jdt 13,6 („Bettpfosten“), Mi 7,4 (dunkel), und 4 Makk 7,21. Man sieht hier, dass das 4. Buch der Makkabäer eine stoisch beeinflusste philosophische Abhandlung (Diatribe) ist:

„Denn wer immer unter Berücksichtigung des ganzen Kanons der Philosophie philosophisch lebt (πρὸς ὅλον τὸν τῆς φιλοσοφίας κανόνα φιλοσοφεῖ pròs hólon tòn tẽs philosophías kanóna philosopheĩ) und auf Gott vertraut … wird der nicht mithilfe der Gottesfurcht die Leidenschaften völlig beherrschen?“

Das ist nach Heinz Ohme der „unspezifische Sprachgebrauch der gehobenen jüdisch-hellenistischen Umgangssprache.“

### Philo von Alexandria
Philo gebrauchte den Begriff kanṓn, um das Verhältnis zwischen den Zehn Geboten und den Einzelgesetzen des Pentateuch darzulegen. Die Zehn Gebote seien der kanṓn, die Einzelgebote deren Entfaltungen. Er prägte die (später von Autoren der Alten Kirche aufgegriffene) Formulierung κανόνες τῆς ἀληθείας kanónes tẽs aletheías „Normen der Wahrheit“. Diese Normen seien im Pentateuch enthalten und das Gegenteil zum Mythos.

## Christentum

### Frühe Christen

#### Paulus von Tarsos

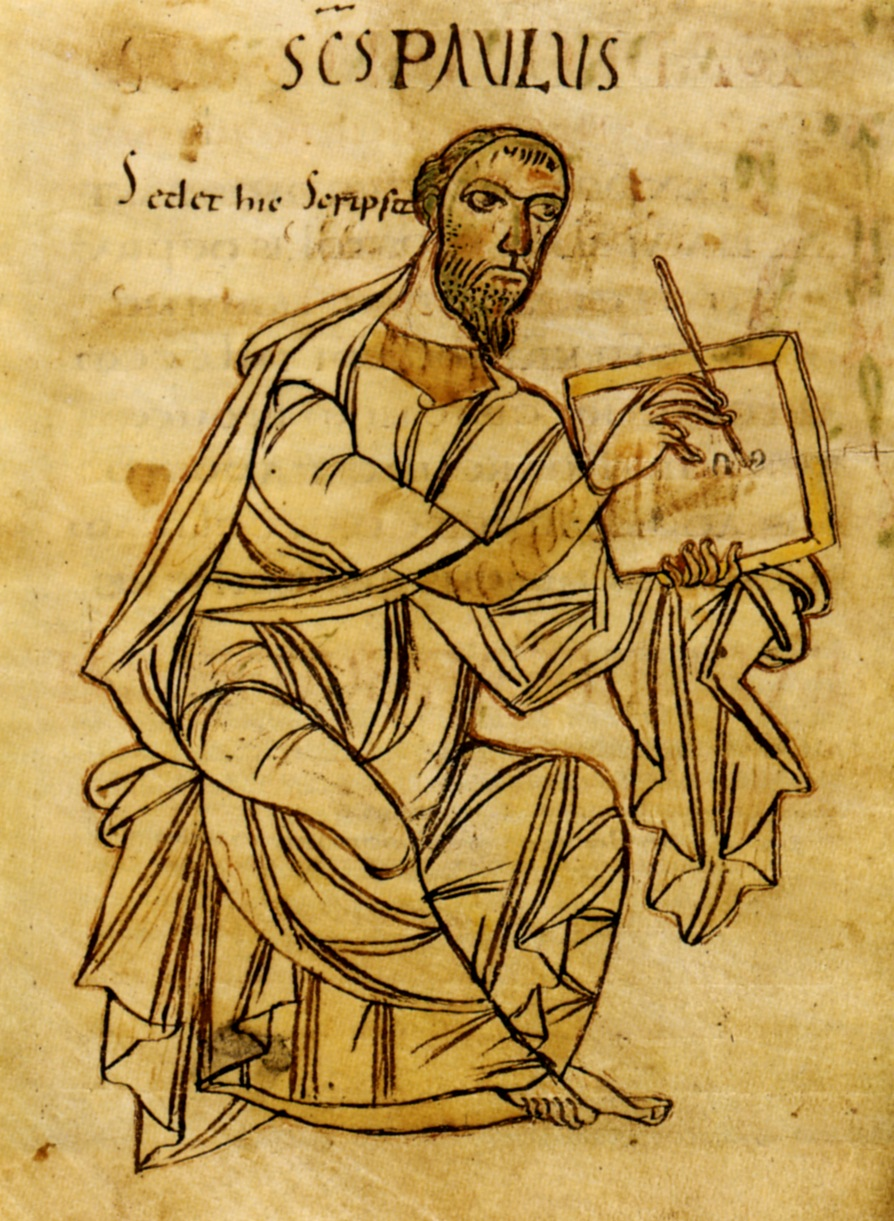
Autorenporträt des Paulus, aus einem karolingischen Manuskript der Paulusbriefe (St. Gallen, frühes 9. Jahrhundert, Württembergische Landesbibliothek Stuttgart, HB II 54)

Unter den Verfassern des Neuen Testaments verwendete nur Paulus den Begriff kanṓn. Dieser hat für die Komposition des Briefs an die Galater zentrale Bedeutung. Am Briefende fasste Paulus sein Evangelium in einem Satz zusammen, gefolgt von einem Segenswunsch nur für die Leser, die sich an diese grundlegende Norm (kanṓn) halten, d. h. einer indirekten Drohung an Leser, die Vorbehalte gegenüber Paulus hatten (Gal 6,15–16 ).
Die übrigen drei paulinischen Verwendungen von kanṓn (2 Kor 10,13–16 ) finden sich in einem emotional-polemischen Kontext, innerhalb des sogenannten „Tränenbriefs“ (2 Kor 10–13): Paulus schrieb, Gott habe ihm im Zusammenhang der Gemeindegründung in Korinth ein „Maß des kanṓn“ zugemessen; der Apostel hoffte, „nach seinem eigenen kanṓn“ Lob zu empfangen, zumal er sich nicht „nach einem fremden kanṓn“ rühmen wollte. In der Exegese werden zwei Interpretationen vorgeschlagen, die auch für die Übersetzung der Textpassage Konsequenzen haben:
- Kanṓn als das Umgrenzte, d. h. das Arbeitsgebiet des Paulus. Paulus betrachte Korinth als Teil seines Missionsgebiets. Hier lässt sich auf eine zeitgenössische römische Inschrift aus Pisidien verweisen, die für kanṓn „einen amtlichen Sprachgebrauch, in dem Versorgungsaufgaben und Leistungen bestimmten Gebieten zugeordnet sind“ belegt.[21]
- Kanṓn als Beurteilungsmaßstab. Gott habe Paulus erwählt und ihn durch besondere Charismen zur Mission qualifiziert, was an den Erfolgen dieser Mission in Korinth ablesbar sei.[22]

Friedrich Wilhelm Horn, der die erste Interpretationsmöglichkeit von 2 Kor 10, 13–16 befürwortet, fasst den Sprachgebrauch des Paulus so zusammen: „Er bindet sich an einen Kanon, der ein auch geographisch bestimmtes Missionskonzept beinhaltet, und er bindet seine Gemeinden an einen Kanon, der auf die Kirche bezogen ist, in der Juden und Heiden ohne Beachtung der sie trennenden identity markers verbunden sind.“

#### Erster Clemensbrief
Im Ersten Clemensbrief griff die Gemeinde von Rom regulierend in einen Konflikt innerhalb ihrer Schwestergemeinde in Korinth ein, und in diesem Kontext findet sich der früheste und sehr dezidierte christliche Gebrauch des Begriffs kanṓn außerhalb des Neuen Testaments.
Der Verfasser prägte die Formulierung κανὼν τῆς λειτουργίας kanṑn tẽs leiturgías „Norm des Dienstes.“ Gemeint war der umgrenzte Aufgabenbereich jedes Amtsträgers und auch der Laien in der Kirche, welcher nach Ansicht des Verfassers von Gott vorgegeben und deshalb von den Gemeinden nicht nach Gutdünken neu zu ordnen war. Die Hierarchie der verschiedenen Ämter (κανὼν τῆς ὑποταγῆς kanṑn tẽs hypotagẽs „Norm der Unterordnung“) dürfe gleichfalls nicht zur Disposition gestellt werden: Junge ordnen sich den Alten unter, Frauen den Männern usw. Drittens prägte der Verfasser noch den Begriff κανὼν τῆς παραδόσεως kanṑn tẽs paradóseōs, „Norm der Überlieferung.“

#### Irenäus von Lyon
Ein Großteil des griechisch verfassten Werkes von Irenäus von Lyon liegt nur in lateinischer oder armenischer Übersetzung vor. Damit ist einerseits klar, dass Irenäus in Adversus haereses mehrfach die Formulierung κανὼν τῆς ἀληθείας kanṑn tẽs aletheías „Norm der Wahrheit“ gebrauchte (in lateinischer Übersetzung: regula veritatis), aber unklar, ob bei jeder Verwendung des Begriffs regula bei diesem Autor im griechischen Original der Begriff kanṓn anzunehmen ist.
Irenäus argumentierte: Wenn man aus den Tesserae eines Mosaikbilds, das den Kaiser darstellt, einen Fuchs zusammenfügt, ist das kein Kaiserbild. Wenn man Verse Homers zu einem Cento zusammenfügt, ist das kein Gedicht Homers. Wenn die Gnostiker Bibelverse zusammenfügen, um ihre Lehren damit zu begründen, ist das nicht die Bibel. Der Christ durchschaue das mit Hilfe des kanṑn tẽs aletheías, den er in dem Unterricht vor seiner Taufe empfangen habe. Dabei handelt es sich, anders als die ältere Forschung meinte, wohl nicht um einen Text (etwa das Apostolische Glaubensbekenntnis), den der Taufbewerber lernte, sondern um einen „Konsens über Grundlinien der kirchlichen Verkündigung.“ Gegen die Gnostiker bezog sich Irenäus mit dem kanṑn tẽs aletheías auf die kirchliche Tradition, wozu für ihn neben dem Dogma auch Elemente der Ethik und der Kirchenordnung gehörten.

#### Clemens von Alexandria
In seinem Hauptwerk Stromata verwendete Clemens von Alexandria den Begriff kanṑn tẽs aletheías „Norm der Wahrheit“ ähnlich wie Irenäus. Ausgehend von dem Glauben an den Kyrios Christos als personalem Prinzip und in Übereinstimmung mit der kirchlichen Überlieferung, lese der Christ die heiligen Schriften. Kanṑn tẽs aletheías und Bibel rücken hier nahe zusammen, ohne dass Clemens sie gleichsetzen würde. In der Frage, ob die Eucharistie statt mit Wein auch mit Wasser gefeiert werden könnte, erklärte Clemens, die kirchliche Praxis in dieser zentralen liturgischen Frage habe zugunsten des Weins entschieden; dies sei κανὼν τῆς ἐκκλησίας kanṑn tẽs ekklēsías „Norm der Kirche.“ Darunter verstand Clemens „die für die Kirche maßgebliche Auslegung der Schrift … in einer die liturgische Praxis der Kirche an zentraler Stelle betreffenden Frage gegenüber dem Mißbrauch der Schrift zur Begründung einer die Einheit der Kirche gefährdenden Praxis.“ Die „kirchliche Norm“ ist außerdem der hermeneutische Schlüssel, um das Alte Testament im Lichte des Neuen zu lesen: Sie bestehe, wie Clemens formulierte, „im Zusammenklang und in der Übereinstimmung des Gesetzes und der Propheten mit dem bei der Anwesenheit des Herrn geschlossenen Neuen Bund.“

#### Origenes
Das Werk des Origenes ist großenteils nur in der sinngemäß-paraphrasierenden lateinischen Übersetzung durch Rufinus von Aquileia erhalten. Für den Sprachgebrauch des Origenes ist deshalb von den erhaltenen griechischen Fragmenten auszugehen. Origenes gebrauchte die Formulierungen „kirchlicher kanṓn“ und „kanṓn der Kirche“ sowie eine absolute, theologisch gefüllte Bezeichnung „der kanṓn.“ Letzterer war für Origenes identisch mit dem Kerygma, das von den Aposteln und der Kirche verkündet worden war und das Origenes, sowohl das Dogma, als auch Ethik und Liturgie betreffend, als Ausgangspunkt seiner eigenen theologischen Überlegungen nahm. Die typologische und allegorische Bibelauslegung, die Origenes praktizierte, war eingebettet in die kirchliche Tradition und orientierte sich deshalb am „kirchlichen kanṓn“ bzw. „kanṓn der Kirche.“

### Spätantike Reichskirche

#### Kanóneskirchlicher Synoden

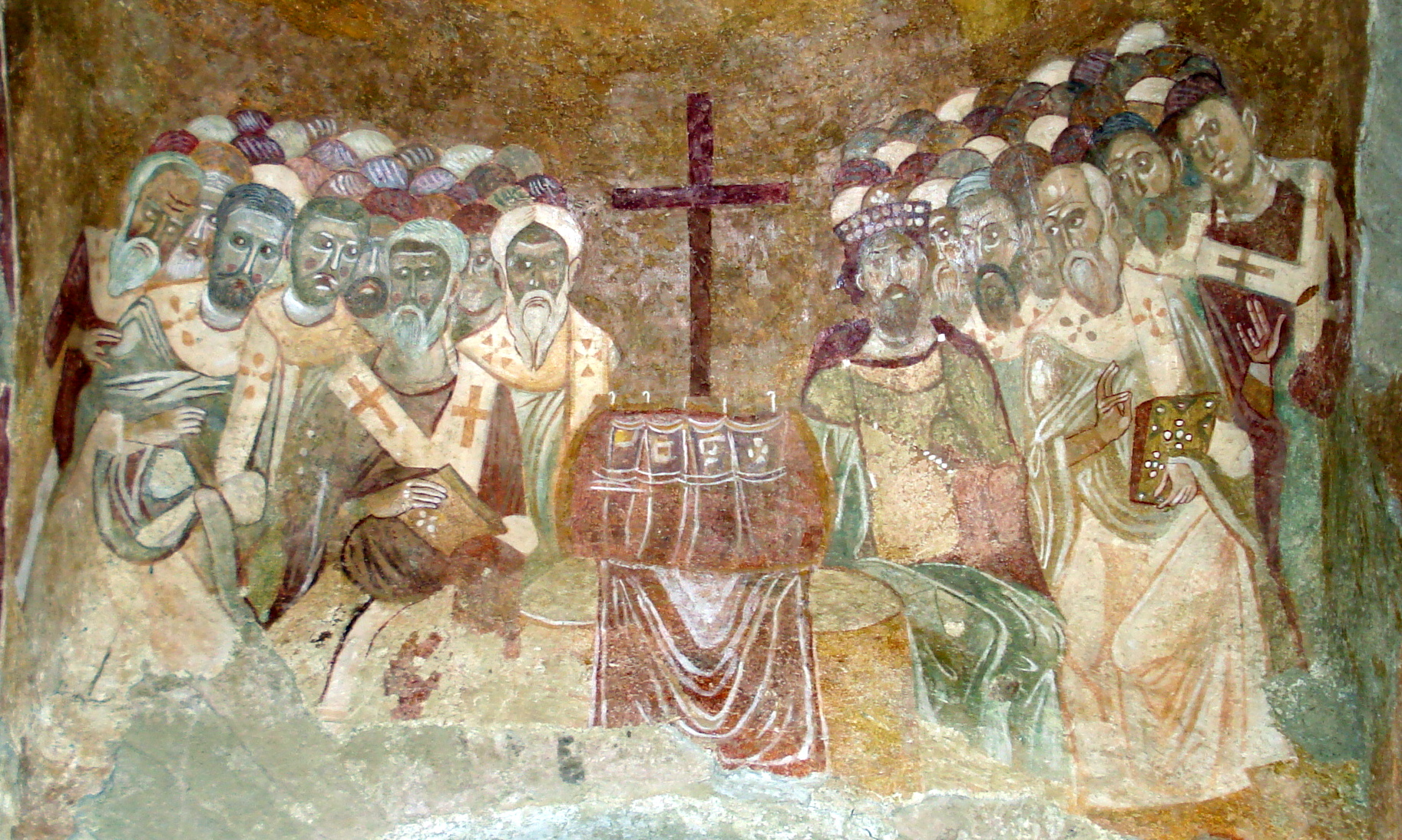
Konzil von Nicäa, byzantinisches Fresko in der Nikolaus-Kirche (Demre)

In vorkonstantinischer Zeit wurden weder die verbindlichen Weisungen, die von Ortsbischöfen erteilt wurden, noch die Beschlüsse von Synoden als kanónes bezeichnet. Vielmehr hieß eine solche Anordnung im griechischen Osten ὅρος hóros „Grenzziehung.“ Im lateinischen Westen wurden die entsprechenden Begriffe der römischen Rechtssprache entnommen.
Die Akten des Konzils von Nicäa (325) verwendeten den Begriff „(kirchlicher) kanṓn“ häufig und stets im Singular, während die eigenen Beschlüsse hóroi genannt werden. Der kanṓn war für die Konzilsväter „das Gesamt des in der Kirche Maßgeblichen und Normativen,“ im Unterschied zu dem, was sie selbst in Nicäa entschieden. Weil in Nicäa erstmals Repräsentanten der Gesamtkirche zusammenkamen, um Regelungen zu beschließen, die regionale Bräuche außer Kraft setzten, lag es nahe, sich zur Begründung auf den übergeordneten „(kirchlichen) kanṓn“ zu beziehen.
Im Lauf des 4. Jahrhunderts wurde es üblich, die hóroi einzelner Synoden als kanónes zu bezeichnen. „Der Begriff Horos verengte sich auf dogmatische Bestimmungen; das Wort K[anon] bez[eichnete] nun disziplinäre Vorschriften, bisweilen (bes[onders] bei Basilius von Caesarea) geradezu die Bußfrist.“
Im antiochenischen Raum wirkte die römische Rechtstradition auf die Formulierung der Synodalkanones ein. Die libri regulae der staatlichen Verwaltung lieferten das Vorbild für ihre Formulierung als knappe, merkspruchartige Wenn-dann-Sätze. In der weiteren Entwicklung verstand man unter kanónes dann Sinnabschnitte bzw. Einzelbestimmungen des Kirchenrechts.

#### Bibelkanon
Athanasius von Alexandria bezeichnete in seinem Osterfestbrief (367) die heute zum Neuen Testament gezählten Schriften als „zum Kanon gehörige, überlieferte und von Gott beglaubigte Bücher.“ Das war die erste Verwendung des Kanonbegriffs für biblische Bücher. „So kommt der Prozess der Entstehung der christl. Bibel auch durch die Anwendung des K.-Begriffes auf diese Materie zu einem gewissen Abschluss.“ Die Synode von Laodicea identifizierte „nicht kanonisierte Bücher.“ Im Reisebericht der Pilgerin Egeria wurde das Buch Genesis als „kanonische Schrift“ (Scriptura canonis) bezeichnet.
Die africanischen Synoden (Hippo 393, Karthago 397) benannten „kanonische Schriften“ (scripturae canonicae); Augustinus von Hippo übernahm diese Formulierung. Für ihn war der „kirchliche Kanon“ (canon ecclesiasticus) identisch mit dem Bibelkanon; den hierzu gehörigen Büchern schrieb er „kanonische Autorität“ (auctoritas canonica) zu. Augustinus prägte damit den westkirchlich-lateinischen Sprachgebrauch eines „Kanons der Heiligen Schrift.“

#### Tabellen im kirchlichen Raum

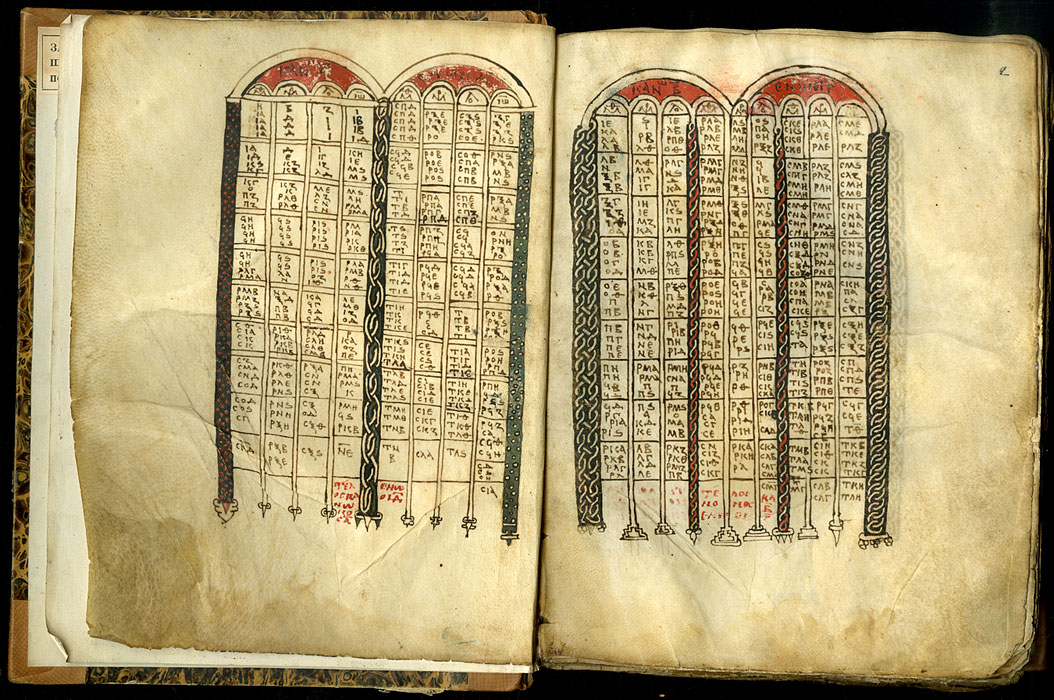
Kanontafeln (Codex Tischendorfianus III, 9. Jahrhundert)

Die Synode von Nicäa übernahm aus dem zeitgenössischen Sprachgebrauch kanṓn im Sinn von Tabelle und bezeichnete damit eine Liste von Klerikern, aus der einzelne Personen, die sich nicht an einen hóros gehalten hatten, ausgestrichen werden sollten. Im späteren kirchlichen Sprachgebrauch konnte daher kanṓn und Klerus gleichgesetzt werden. Diesem Sprachgebrauch folgend, bezeichnete Basilius von Caesarea alle Angehörigen des Mönchsstands als οἱ κανονικοί hoi kanonikoí.
Dass Tabellen zur Berechnung des Osterdatums als kanṓn bezeichnet wurden, ist durch Hippolyt von Rom bezeugt.
Eusebius von Caesarea entwickelte ein Referenzierungssystem, um parallele Texte in den Evangelien des Neuen Testaments leicht auffinden zu können. Im Brief an Carpianus erläuterte er, dass er zu diesem Zweck „zehn Tabellen“ (κανόνας δέκα kanónas déka) erstellt habe. Wegen ihres hohen Praxiswerts setzten sich die Kanontafeln des Eusebius schnell durch und wurden seit dem 5. Jahrhundert in vielen Manuskripten des Neuen Testaments, mit dem Brief an Carpianus als Erläuterung, vorangestellt. Oft sind die Kanontafeln durch Arkaden verziert. Ein ähnliches System zum Auffinden von Parallelstellen in den Paulusbriefen sind die Priscillian zugeschriebenen 90 canones.

### Lateinisches Mittelalter

#### Canon Missae(Messkanon)

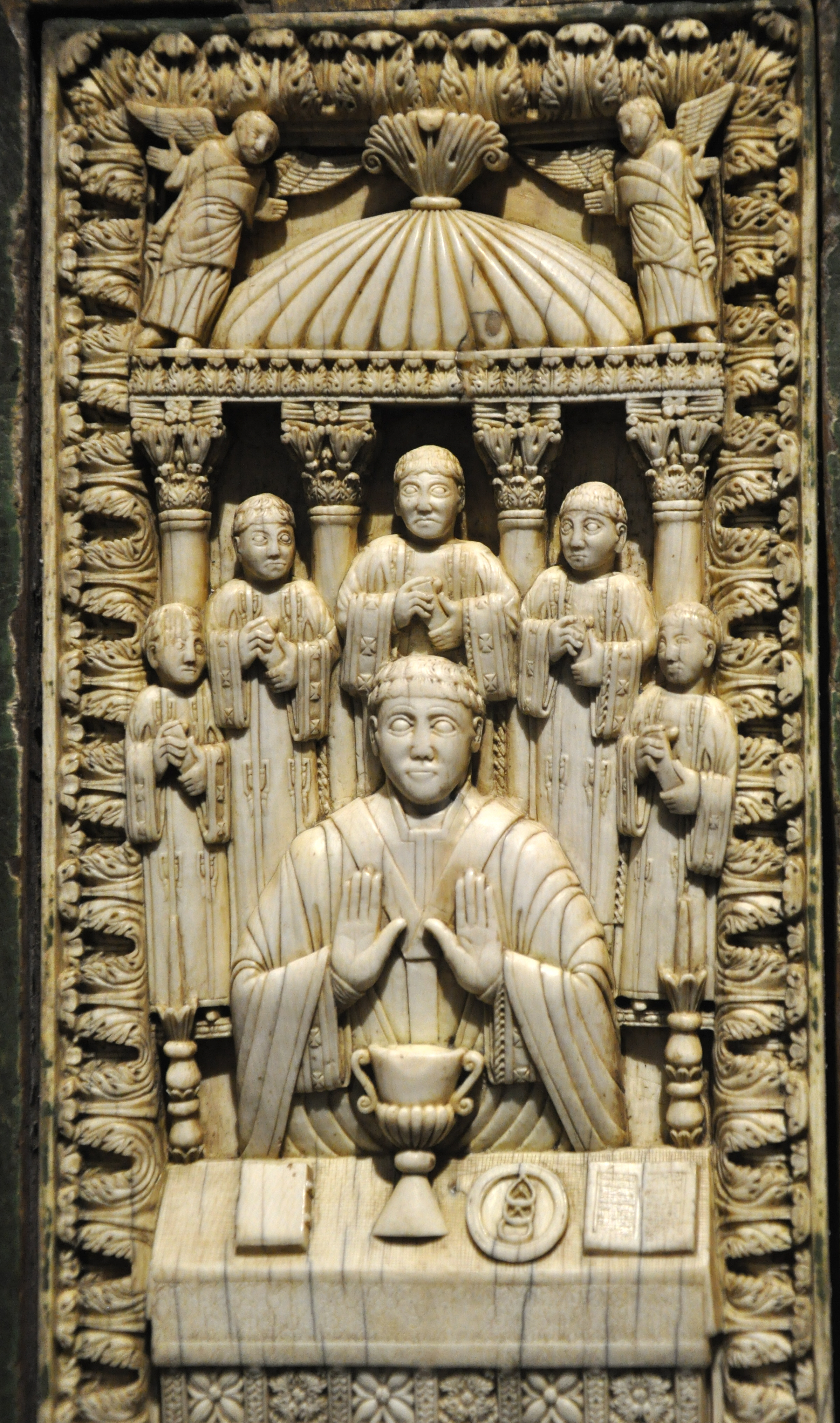
Messopfer (Elfenbeinrelief, Meister der Wiener Gregorplatte; Lothringen um 875; Liebieghaus Skulpturensammlung)

Die lateinische Bezeichnung Canon für das priesterliche Konsekrationsgebet während der Eucharistiefeier ist eine Besonderheit der römischen Liturgie; sie ist erst seit dem 6. Jahrhundert bezeugt. Es werde Kanon (im Sinne von „Richtschnur“) genannt, weil in ihm „der Glaube an das Heilshandeln Gottes zusammengefasst ist,“ so Martin Stuflesser. Auch Helmut Hoping erklärt Canon als Richtschnur oder Maßstab, allerdings heiße dieser Text so, „weil er vom Zelebranten nicht verändert werden darf.“
Vigilius († 555) gebrauchte die Formulierung „Text des kanonischen Gebets“ (canonicae precis textus). Die Überschrift des Messkanons lautet im Sacramentarium Gelasianum sowie im Missale Francorum: „Es beginnt der Kanon der Handlung“ (incipit canon actionis). Der Ordo Romanus interpretierte das Geschehen: Nach dem Gesang des Sanctus „erhebt sich allein der Papst und tritt in den Kanon ein“ (surgit pontifex solus et intrat in canonem). Josef Andreas Jungmann zufolge bedeutete das ursprünglich, dass der Zelebrant sich aus der tiefen Verneigung während des Sanctus als einziger aufrichtete, um mit dem Messkanon fortzufahren. Die frühmittelalterlichen fränkischen Liturgieerklärer verstanden dies aber so, dass der Zelebrant nun in das „Heiligtum des Kanons“ eintrete, ähnlich wie der Jerusalemer Hohepriester am Versöhnungstag das Allerheiligste des Tempels betreten habe. Das Verständnis des Canon missae als eines sakralen Raums hatte Konsequenzen für die abendländische Liturgiegeschichte. Der Priester war dort allein, wie Jesus Christus beim Gebet allein war (Eclogae de ordine Romano, 9. Jahrhundert), und in nächster Konsequenz sprach er den Text des Canon so leise, dass nur er selbst sich hörte.

#### Kanoniker
Bereits im 4. Jahrhundert unterschied man begrifflich zwischen dem ordo canonicus (Klerikergemeinschaften an Bischofskirchen) und dem ordo monasticus (Mönchtum). Die Lebensweise dieser Kleriker (die vita canonica) wurde im Merowingerreich von kirchlicher und staatlicher Seite gefördert. Ihre Bezeichnung kommt wahrscheinlich daher, dass die Geistlichen, welche dem Bischof (und nicht einem Abt oder einem Eigenkirchenherrn) unterstanden, in einem amtlichen Verzeichnis (canon im Sinne von Liste) eingetragen wurden.

#### Kanonisation
Kanonisation (canonisatio) ist die Einfügung des Namens einer Person in das Verzeichnis (canon im Sinne von Liste) der Heiligen. Als Rechtsakt ist die Kanonisation in der lateinischen Westkirche seit dem Frühmittelalter bekannt.

## Recht

### Kanṓn/canonim römischen Recht
Das klassische römische Recht verwendete den Begriff altgriechisch κανών kanṓn (als Lehnwort im Lateinischen: canon) fast nie. Die stoische Rechtsphilosophie (Chrysippos, Peri nomou) verstand den kanṓn (Singular) als Erkenntniskriterium, das dem Juristen zur Unterscheidung von Recht und Unrecht diene. Der römische Jurist Aelius Marcianus zitierte diese Definition. Das blieb aber im klassischen römischen Recht, wie es als Kompilation in den Digesten Justinians vorliegt, ein Einzelfall.
Dagegen wurde kanṓn/canon in der Kaiserzeit zum terminus technicus für eine feststehende und regelmäßig zu entrichtende Abgabe. Erstmals bezeugt in der Regierungszeit Hadrians, wurde dieser Fachbegriff des Wirtschaftsrechts seit dem 4. Jahrhundert allgemein üblich. Der Codex Theodosianus (438) bietet zahlreiche Beispiele für diesen wirtschaftsrechtlichen Gebrauch von kanṓn/canon und daneben einmalig die Bezeichnung einer kirchenrechtlichen Vorschrift mit diesem Begriff. Dagegen wurden die kanónes des Kirchenrechts in den Novellen Justinians häufig erwähnt und als heilig und göttlich bezeichnet. Begrifflich wurden kirchliche kanónes und weltliche nómoi in der kaiserlichen Gesetzgebung klar unterschieden, in ihrer Bedeutung aber gleichgestellt.

### Qānūnim islamischen Recht
Aus dem griechischen kanṓn wurde arabisch arabisch قانون, DMG qānūn (Plural qawānīn) entlehnt. Das Fremdwort bezeichnet das staatliche Gesetz oder Recht allgemein im Gegensatz zur Scharia, sowie Steuerzahlungen (und deren Listen), Verwaltungsvorschriften usw. im Unterschied zu religiösen Pflichten.

## Musik

### Kanṓnin der orthodoxen Liturgie
Die byzantinische Kanondichtung geht vermutlich bis ins 7. Jahrhundert zurück. In dieser Zeit löste der Kanon (in seiner Grundform eine aus drei Troparia bestehende Ode) das Kontakion ab.

### Qānūn(Kastenzither)
Nach Curt Sachs ist der Name der orientalischen Kastenzither arabisch قانون, DMG qānūn (Plural qawānīn) aus dem Griechischen (kanṓn) entlehnt. Die früheste Abbildung des Instruments, allerdings nicht mit diesem Namen, findet sich um 963 bei dem syrischen Lexikografen Hassan Bar Bahlul. Etwa zeitgleich begegnet der Name qānūn in der Erzählung von Ali ibn Bakkar und Schams al-Nahar in der Sammlung Tausendundeine Nacht. Der Beiname miṣrī weist Sachs zufolge auf Ägypten als Herkunftsraum des Instruments.
Ausgehend von dem Monochord der altgriechischen Musiktheorie, entwickelte Claudius Ptolemäus im 2. Jahrhundert n. Chr. kanónes mit acht oder 15 Saiten. Al-Fārābī beschrieb im 10. Jahrhundert in seinem „Großen Buch der Musik“ (Kitāb al-mūsīqā al-kabīr) diese ptolemäischen Musikinstrumente; der Name kānōn oder qānūn fiel dabei aber nicht.

### Kanon (Musikstück)
Ein „Musikstück, bei dem verschiedene Stimmen in bestimmten Abständen nacheinander mit derselben Melodie einsetzen können“ wird erst seit dem 16. Jahrhundert Canon (bzw. in heutiger Rechtschreibung Kanon) genannt. Zuvor waren die Bezeichnungen Fuga, fuga perpetua, fuga legata oder conseguenza üblich. Canon ist eine Bezeichnung pars pro toto: Zunächst hieß das Zeichen so, welches „die Richtschnur für die mehrstimmige Ausführung eines gegebenen einstimmigen Gesanges an die Hand gab“; dann wurde es üblich, dass Komponisten anstelle des Zeichens das Wort Canon an den Stellen schrieben, wo die verschiedenen Stimmen einzusetzen hatten, „woraus sich die irrthümliche Bezeichnung des ganzen Musikstückes mit Canon erklärt.“